# Megachile hungarica
Megachile hungarica är en biart som beskrevs av Alexander Mocsáry 1877.
Megachile hungarica ingår i släktet tapetserarbin och familjen buksamlarbin. Inga underarter finns listade i Catalogue of Life.